# Imperi de Vijayanagara
L'Imperi de Vijayanagara (kanarès: ವಿಜಯನಗರ ಸಾಮ್ರಾಜ್ಯ; telugu: విజయనగర సామ్రాజ్యము) fou un imperi centrat en el Dècan (sud de l'Índia). Fou establert el 1336 per Harihara Raya I i el seu germà Bukka Raya I, que s'identificaven com a yadaves, és a dir, descendents del personatge mític Yadu. L'estat va gaudir de gran poder a la segona meitat del segle xiv i el va augmentar encara més al segle xv. Va decaure el 1565 després de la derrota davant els sultanats musulmans del Dècan a la batalla de Talikot però encara va subsistir fins al 1646 com a poder merament local. Rebia el nom de la seva capital Vijayanagar les ruïnes de la qual es troben a la moderna Hampi a Karnataka, i són Patrimoni de la Humanitat.

## La ciutat
Vijayanagar vol dir ‘Ciutat de la Victòria’ i estava a la riba dreta del Tungabhadra. Estava a prop de Hastinavati (la capital original de l'Imperi en els seus primers anys), un llogaret també conegut com a "ruïnes d'Hampi", avui dia amb major importància a causa del turisme (encara que en temps recents les visites al lloc han decaigut degut a canvis climàtics). Les ruïnes tenen una superfície d'uns 24 km², però incloent les fortificacions i posicions exteriors l'àrea és sensiblement més gran. La zona disposa de poques muntanyes i molts turons provocats per l'erosió. A més el territori era dotat d'espais sagrats i referenciat per nombrosos mites, es deia que un turó proper era el lloc on la deessa Pampa, esposa de Xiva, havia conegut al seu marit i a on Rama anà a parar buscant rescatar la seva esposa Sita en el Ramayana.
Vijayanagar fou fundada, probablement, el 1336 i feta la capital el 1343. La seva importància deriva que fou una plaça forta dels hindús en un moment en què els sultanats musulmans estaven en expansió, la qual van poder aturar durant dos segles. Va passar de capital d'un cap secundari a capital d'un gran imperi dominant tots els territoris al sud del Kistna, en un temps relativament breu. La ciutat fou descrita per nombrosos visitants europeus.

## Història

### Orígens
L'Imperi de Vijayanagara es formà en part com a conseqüència dels intents infructuosos del sultanat de Delhi d'ocupar el sud de la península Índia. Originalment Hastinavati era una ciutat tributaria del sultanat, però les guerres entre els dos per l'impagament del tribut eren freqüents. En el context d'aquestes guerres el sultanat capturà dos germans, Harihara i Bukka, que havien estat al servei de Kampila, un rei menor de la zona, i eren fills de Sangama (que dona nom a la dinastía) i nets de Bukkaraya Vodayalu, un governant local. Aquests varen ser portats a la cort de Delhi i van convertir-se a l'Islam (ja sigui per la força o per millorar la seva posició a la cort). En algun moment entre 1327 i 1344, foren retornats amb l'objectiu d'emprarlos com a dirigents locals per restablir el control sobre la zona. Enlloc d'això es reconvertiren a l'hinduisme i Harihara s'autoproclamà com el rei independent de Hastinavati (encara que aviat mogué la capital a la recentment fundada Vijayanagar) tot guanyant-se el suport de les autoritats religioses i evitant el dur estigma d'haver sigut un apostata reconvertit.

### Dinastia Sangama
Harihara i Bukka (que succeí el primer al tro) foren els fundadors de la dinastia Sangama que governà l'Imperi entre 1336 i 1485. Els seus regnats es veigueren caracteritzats pels xocs constants amb el també recentment fundat sultanat Bahmànida al nord i una ràpida conquesta de gran part del sud de l'Índia.
L'administració de l'Imperi sota els primers monarques Sangama estava inspirada en la dels Kakatiyes, dividint l'Imperi en vàries divisions administratives. Els governants/terratinents locals (nayakes) obtenien el control del seu territori del monarca a canvi de sustentar i proveir tropes per a l'imperi. L'ascens fulgurant de l'Imperi Vijayanagara pot ser atribuït al triomf d'aquest sistema que proveí una tropa abundant i capaç a més d'ingressos abundants per donar-li suport.
Dels reis Sangames, destaquen Deva Raya I (1406-1422) i Deva Raya II (1424-1446) que expandiren el reialme fins al punt de realment convertir-lo un imperi que comprenia grans quantitats de territori amb una capital opulent. Els últims governants Sangames veigueren pèrdues de territori i menys patronatge d'edificis a la capital, éssent reemplaçats per la dinastia Saluva el 1485, que es veié incapaç de redreçar la situació.

### Dinastia Tuluva
No és clar qui fou el primer governant Tuluva de Vijayanagara, ja que aquests ja eren aleshores altament influents actuant com a regents per els monarques Saluves. Entre els generals dels Saluva destacava Narasa Nayaka, un xudra fora dels cercles socials de l'elit que tot i així podria haver-se aconseguit fer amb el tro. D'altra banda el primer rei Tuluva podria haver sigut Viranaramsiha. Els Tuluva es volgueren posicionar com a descendents de Turvasu, germà de Yavu, intentant crear un vincle genealògic amb els Sangames tot i mantenir un llinatge separat.

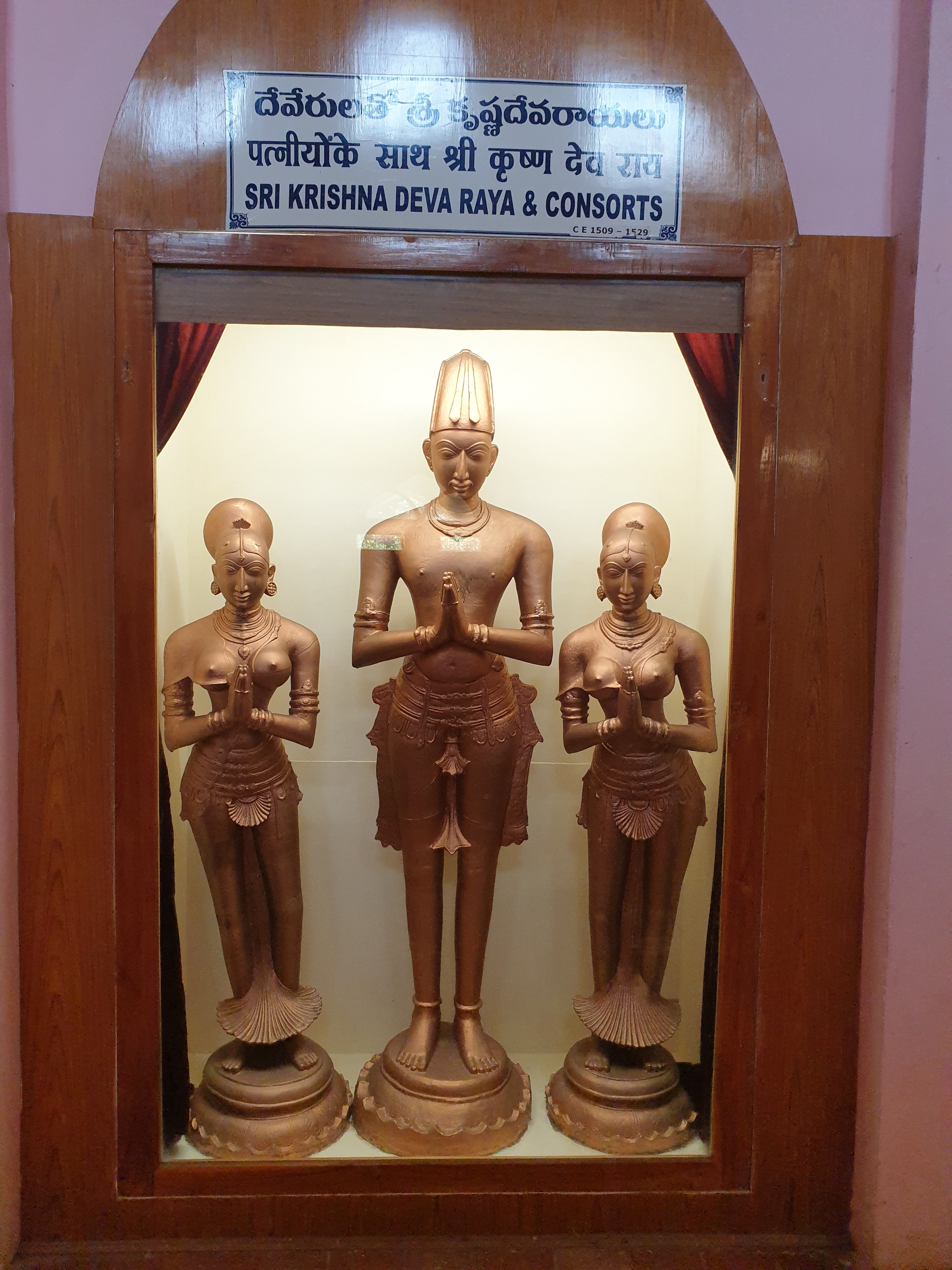
Estatuetes de Krishnadevaraya i les seves esposes Xinnadevi i Tirumaladevi

El regne s'havia estès pel sud de l'Índia i va arribar al seu zenit sota el successor de Narasa Nayaka, el rei Krishna Deva Raya (1509-1529), que aconseguí conquerir tota la costa oriental. El seu regnat tambe es veié caracteritzat per l'expansió de la capital i conflictes constants amb Bijapur al nord. El seu regnat (així com el del seu successor) són considerats com un dels millors de l'imperi, on van florir les arts i es van construir grans temples. Va ser visitat per nombrosos europeus que van descriure la seva força i riquesa.

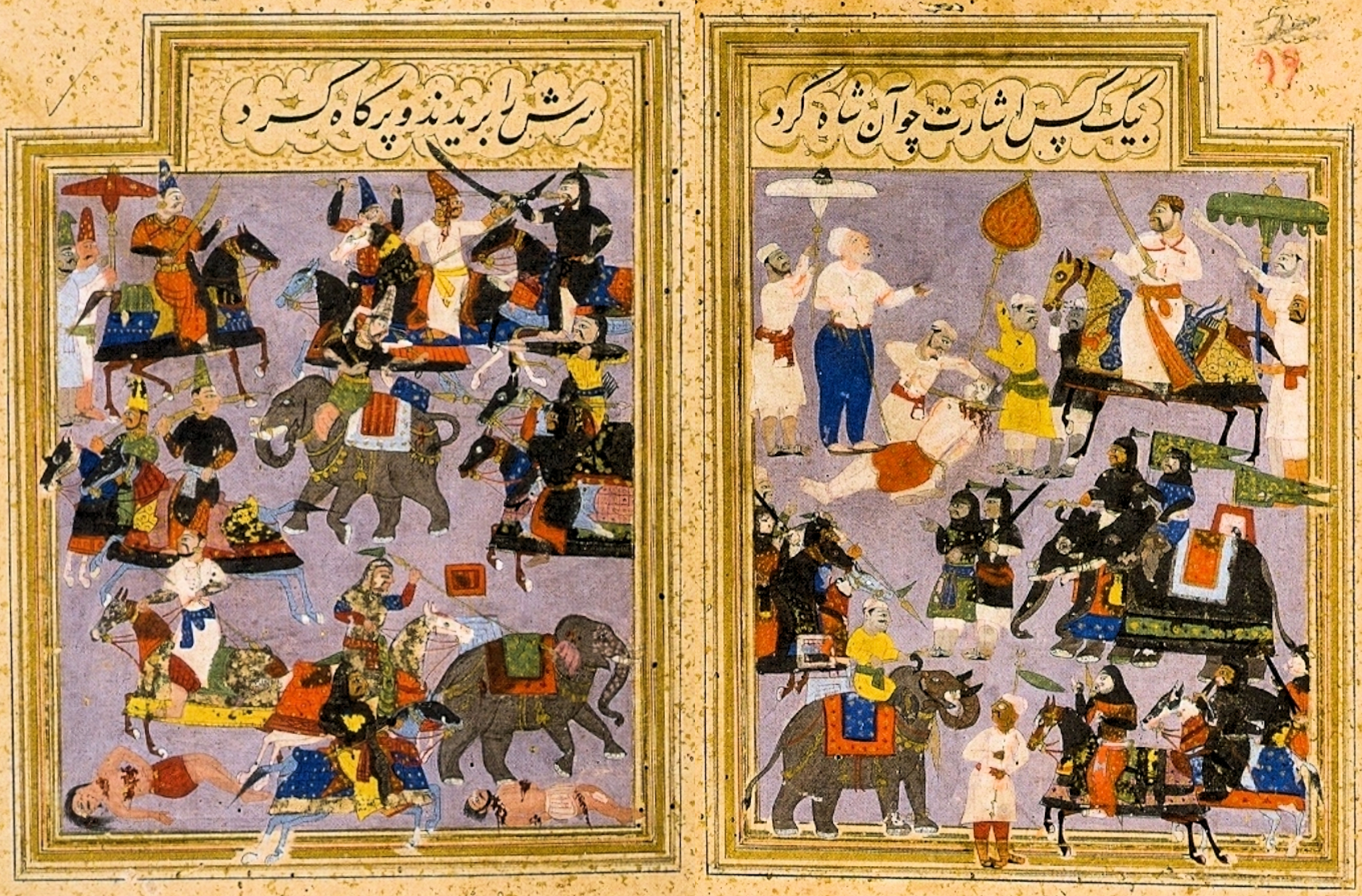
Il·lustració de la batalla de Talikot

El successor de Krishna Deva, Achyuta Deva Raya (1529-1542), fou un governant hàbil que continuà la política del seu predecessor, però a la seva mort fou succeït pel seu nebot Sadashiva, encara menor, que durant tot el seu regnat va estar controlat per Rama Raya, l'autèntic governant. En un context de dificultats tant a l'interior com a l'exterior Rama Raya va intentar restaurar el prestigi imperial, però el seu arrogant tractament dels feus hereditaris i dels seus veïns va induir als sultans del Dècan a oblidar les seves disputes i unir-se contra el regne. La batalla de Talikot el 1565 va marcar el principi del final. Rama Raya i un dels seus germans van morir en la batalla; l'endemà el nou rei Deva Raya va fugir a Penukonda (al modern districte d'Anantapur) amb 550 elefants carregats amb un tresor d'un valor extraordinari; el tercer dia els victoriosos musulmans van arribar a la ciutat de Vijayanagar i durant cinc mesos es van dedicar a la seva destrucció sistemàtica. Dos anys després el viatger Cesare de' Federici, que va estar a la ciutat, diu que les cases encara hi eren però buides, i que no hi vivia ningú excepte animals salvatges. Tot i així alguns edificis foren salvats de la devastació, com ara els santuaris dedicats a Xiva, potser a través d'acords entre assetjats i ocupadors.
La familia de Rama Raya, els Aravidu, ara liderats pel seu germà, va conservar un regne reduït a Penukonda i Chandragiri amb sobirania nominal sobre diversos virreis que a poc a poc es van anar fent independents, el més importants els nayaks de Madura. Els musulmans van capturar les fortaleses una darrera l'altra i finalment tota aparença de poder es va esvair. La dinastia no obstant va seguir a Anegundi i al segle xviii fou feudatària del nizam d'Hyderabad rebent una pensió dels britànics; la seva nissaga encara existeix avui en dia.

## Palaus

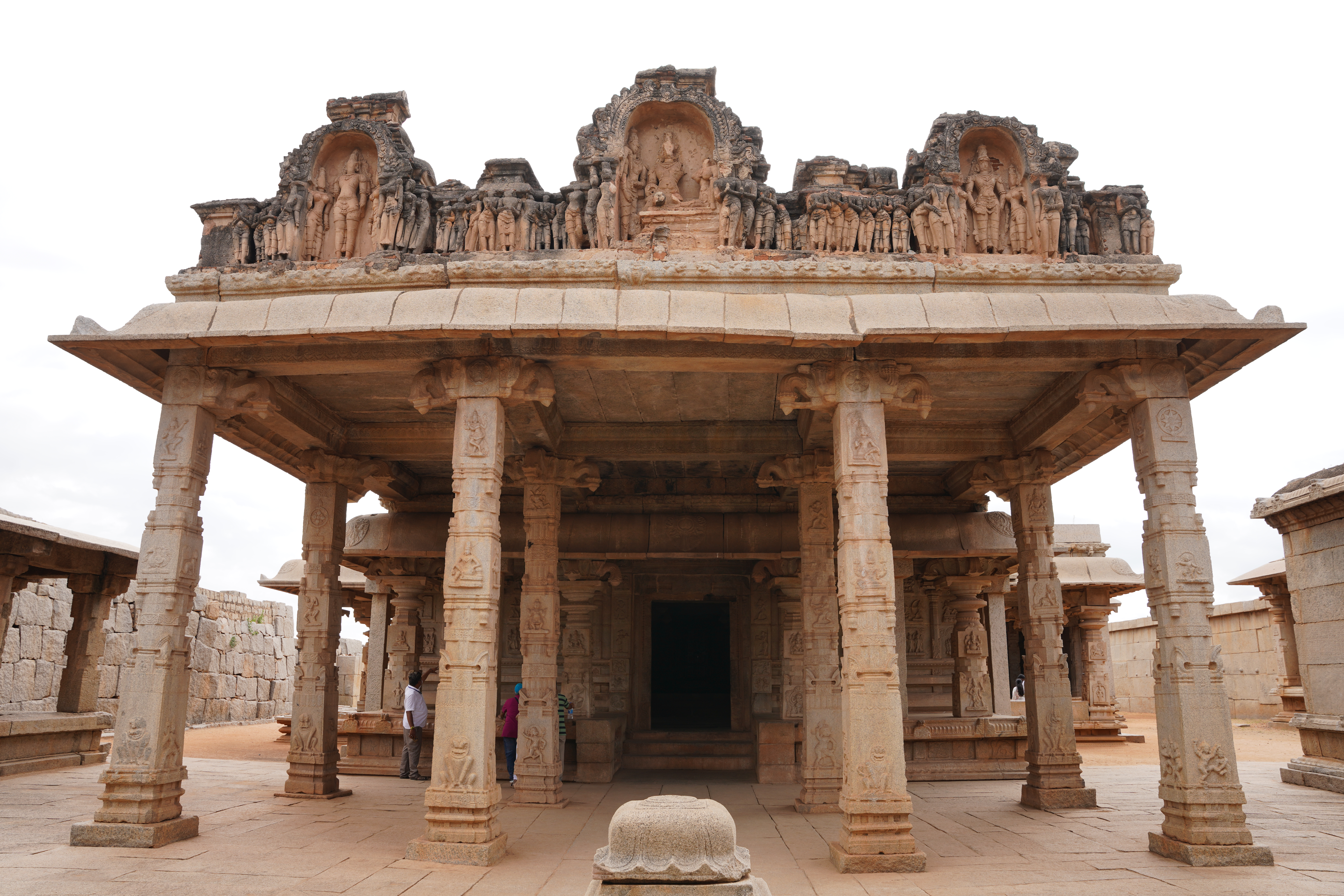
Temple de Hazara Ramaswani

Hi ha diverses descripcions dels palaus i grans edificis del regne. El palau principal fou el més afectat per l'ocupació musulmana; resten el bany de la reina, la cambra del consell i els estables d'elefants; l'edifici principal és el temple d'Hazara Ramaswani o dels "Mil Ramas" considerat el lloc privat de culte dels reis. Les muralles del pati estaven cobertes d'escenes escultòriques del Ramayana. Prop del riu hi ha una gran estàtua de Narasimha l'home lleó encarnació de Vixnu; aquesta estàtua de 7 metres i d'una sola peça fou trencada pels musulmans; a la riba del riu el temple de Pampapati, amb la seva alta torre que és una característica de les ruïnes, construïda per Krishna Deva. Al llarg del riu el temple de Vitthalaswami, una de les ruïnes més notables, obra costruida pels Tuluves durant un llarg període.

## Llegat historiogràfic
L'Imperi de Vijayanagara ha rebut un extens tractament historiogràfic però sovint condicionat per varis objectius político-socials. Les obres clàssiques sobre l'imperi provinents del període colonial britànic, escrites per administradors colonials com R. Sewell o Mark Wilks a partir de fonts europees, buscaven examinar les estructures administratives de Vijayanagara per tal de trobar maneres més efectives de controlar la població, argumentar que els indis tendien a crear estructures polítiques despòtiques i opressives, i caracteritzar els reialmes hindús i musulmans com a fonamentalment irreconciliables. En resposta a aquesta visió, la historiografia nacionalista índia pre-independència, incorporant fonts a les quals els administradors colonials no tingueren accés, veié en l'Imperi de Vijayanagara un dels punts àlgids del poble indi, i una bona demostració d'un passat gloriós capaç de competir amb els imperis europeus. Encara avui en dia l'Imperi de Vijayanagara és considerat per historiadors indis (i part del públic indi) com una societat que superà en paràmetres com ara riquesa i cosmopolitanisme als imperis occidentals contemporanis i antics.